# Tui Hoo
Tui Hoo ist eine Erzählung von Wolfgang Borchert. Sie wurde erstmals am 15. Mai 1947 im Tagesspiegel veröffentlicht.

## Inhalt
Der eitle Ludowico, dessen Name eigentlich Ludwig Marusche lautet, ist Betreiber des erfolgreichen Nachtlokals Rote Christine. Als er an einem 25. April das Kalenderblatt umdreht, scheint sich ihm eine Erinnerung aufzudrängen. 
Auf dem Weg in seine Gaststätte entsinnt sich Ludowico plötzlich, wie er vor Jahren als Schiffskoch während eines schweren Sturms eine Kanne Tee an Bord bringen sollte. Aus Angst schickte Marusche aber seinen jungen Helfer, der dabei ins Meer geweht wurde. Das Geschehen ereignete sich am 25. April. Die Erinnerung daran verstärkt sich zu einer derart paranoiden Angst, dass er die Treppe der Roten Christine hinunterstürzt und stirbt.

## Stilmittel
Die Handlung wird auktorial beschrieben. Der titelgebende Tui Hoo ist die Manifestation der unangenehmen Erinnerungen Ludowicos sowie des Windes, der ihn auf seinem Weg ins Lokal umweht.

## Entstehung und Veröffentlichungen
Wolfgang Borchert schrieb die Erzählung Tui Hoo Anfang April 1946. Sie wurde erstmals am 15. Mai 1947 in der Berliner Tageszeitung Der Tagesspiegel abgedruckt. Die Erzählung wurde nicht in das 1949 von Bernhard Meyer-Marwitz herausgegebene Gesamtwerk aufgenommen, sondern erschien in Buchform erstmals als Teil des posthum erschienenen Sammelbandes Die traurigen Geranien, der 1962 vom Rowohlt Verlag veröffentlicht wurde. Volk und Welt gab die Geschichte im Rahmen der Reihe Erkundungen auch in der DDR heraus.